# Usinens
Usinens és un municipi de la regió d'Alvèrnia-Roine-Alps, departament de l'Alta Savoia, en el districte de Saint-Julien-en-Genevois i el cantó de Seyssel. En francoprovençal, el nom del poble està escrit Uzinin, segons l'ortografia de Conflans.